# 第36回日本レコード大賞
第36回日本レコード大賞（だい36かいにほんレコードたいしょう）は、1994年（平成6年）12月31日にTBS A・Bスタジオで行われた、36回目の『日本レコード大賞』である。

## 概要
第36回の大賞は、Mr.Childrenの「innocent world」に決定した。Mr.Childrenは初の受賞。オリコン年間シングルチャート1位の楽曲が受賞したのは第34回以来2年ぶり。また、TBSの音楽番組『COUNT DOWN TV』年間シングルランキング1位の楽曲が受賞したのは、1993年以降（同番組放送開始以降）では史上初めて。
Mr.Childrenはオーストラリアでのミュージック・ビデオ撮影を理由に授賞式を欠席したために生演奏が行われず、『COUNT DOWN TV』の収録で同バンドが演奏した際の映像を流すのみという異常な形となった。会場には所属レコード会社・トイズファクトリーレコードの稲葉貢一専務（当時）が代理で出席した。Mr.Childrenが授賞式を欠席することは事前に予告されており、過去に授賞式に欠席した歌手が大賞を受賞した前例がないことから大賞は藤あや子かtrfが有力ともされていた。第37回以降は当日会場に出席した歌手にのみ大賞が授与されている。
この回から第49回までオーケストラピットを設けていない。
またこの回から、1994年10月3日に本格稼働を始めたTBS放送センター（ビッグハット）での開催となる（第45回まで）。当日の放送ではAスタジオをメイン会場とし、一部の出場歌手はBスタジオや隣接する旧テレビ局舎の解体現場で楽曲を披露した。
視聴率は2.0P上昇の15.3%に。
ちなみに、当大会以降TBSのスタジオを使う大型音楽番組としては、「CDTVスペシャル!年越しプレミアライブ」・2000年代以降の「日本有線大賞」（2008年・2015年を除く）・「音楽の日」などがある。

## 司会
- 宮本亜門
- 牧瀬里穂
- 山本文郎

### 中継リポーター
- 福島弓子（当時TBSアナウンサー） - ヴェルファーレ（東京・六本木）
- 雨宮塔子（当時TBSアナウンサー） - 横浜アリーナ

### ナレーター
- 鈴木史朗（当時TBSアナウンサー）

## 受賞作品・受賞者一覧

### 日本レコード大賞
- 「innocent world」
- 歌唱：Mr.Children
- 作曲・作詩：桜井和寿
- 編曲：小林武史 & Mr.Children
- プロデューサー：小林武史
- プロダクション：烏龍舎
- レコード会社：トイズファクトリーレコード

### 最優秀歌唱賞
- 川中美幸「逢えるじゃないかまたあした」

### 最優秀新人賞
- 西尾夕紀「海峡恋歌」

### アルバム大賞
- 桑田佳祐「孤独の太陽」

### 優秀賞（大賞ノミネート作品）
- 桑田佳祐「月」
- 桂銀淑「花のように 鳥のように」
- 坂本冬美「夜桜お七」
- 篠原涼子 with t.komuro「恋しさと せつなさと 心強さと」
- trf「survival dAnce 〜no no cry more〜」
- 長山洋子「めおと酒」
- NOA「今を抱きしめて」
- 藤あや子「花のワルツ」
- 藤谷美和子＆大内義昭「愛が生まれた日」
- Mr.Children「innocent world」

### 新人賞（最優秀新人賞ノミネート）
- 西尾夕紀「海峡恋歌」
- Be-B「憧夢〜風に向かって〜」
- 水田竜子「土佐のおんな節」

### ベストアルバム賞
- Mr.Children『Atomic Heart』
- 桑田佳祐『孤独の太陽』
- trf『BILLIONAIRE 〜BOY MEETS GIRL〜』

### 特別賞
- じゃがいもの会

### 作曲賞
- 三木たかし「夜桜お七」（歌・坂本冬美）

### 編曲賞
- 小室哲哉「恋しさと せつなさと 心強さと」（歌・篠原涼子with t.komuro）

### 作詩賞
- 阿久悠「花のように 鳥のように」（歌・桂銀淑）

### 企画賞
- 「平家物語」三波春夫
- 「十八番」山崎ハコ
- 「しなやかに したたかに～女たちへ～」宇崎竜童
- 「怪獣王」～日本SF・幻想映画音楽体系～
- 「大江光ふたたび」大江光
- 「フロム・ザ・ムーン・フォー・ザ・トゥリーズ、ジャスト・ロックンロール」ミッキー・カーチス

### 功労賞
- 遠藤実
- 寺岡眞三

### 特別功労賞
- 安井かずみ

### 美空ひばりメモリアル選奨
- 島倉千代子

### ミュージックビデオ賞
- 「ROSIER」（MCA VICTOR）歌手：LUNA SEA
プロデューサー：加藤恭二／牧美幸、演出：大坪草次郎
- 「神様の宝石でできた島」（Sony Records）歌手：MIYA & YAMI
プロデューサー：佐藤剛、演出：斉藤達也、演出・制作：松本幸也（orbamerica,inc.）

## ゲスト
- 舟木一夫
- ピーター・バラカン
いずれも特別賞発表時に登場。

## TV中継スタッフ
- プロデューサー・演出：山田修爾
- 演出：大崎幹
- 演出スタッフ：宮尾益実・中鉢功・小野寺真・村木益雄
- 舞台監督：矢島公紀
- 制作スタッフ：今里照彦・伊藤直樹・斎藤薫
- 技術：浜田泰生
- TD：杉田謙二・佐藤賢二郎
- 映像：新名宏次・藤田徹也
- カラー調整：豊中俊榮・浅利敏夫
- 音声：柳沢任広・若山寛
- 照明：笠原義博・石川博章・土屋欣宥（バリライトアジア）
- 音響効果：三澤恵美子
- PA：池戸和幸
- 美術プロデューサー：飯田稔
- 美術デザイナー：根本真一
- 美術制作：鈴木浩二
- 装置：石原隆
- 装飾：高橋啓三
- 電飾：池苗大助
- メカシステム：斎藤亮介
- 特殊効果：畑中俊幸
- 中継スタッフ
  - TD：和気文雄（横浜）・佐藤満（赤坂）
  - カラー調整：間瀬仁（横浜）・菅野愛（赤坂）
  - 映像：青木葉吉樹（横浜）・赤沢弘造（赤坂）
  - 音声：寿田道陽（横浜）・伊藤賢一（赤坂）
  - 照明：吉田武志（横浜）・田頭祐介（赤坂）
  - 演出：荒井昌也（横浜）・熊谷信也（赤坂）・落合芳行（六本木）・武井達明（赤坂上空ヘリコプター）
- 公開：平澤真
- 構成：玉井貴代志
- プランナー：長束利博
- 取材：古屋啓子・村松純子・清水理恵
- 音楽・指揮：ボブ佐久間・小堀ひとみ・船村徹
- 演奏：メトロポリタン・ポップス・クリエイトサウンド・井上堯之（宇崎竜童の楽曲披露時）
- 振付：花柳糸之
- 踊り：花柳大龍
- イラストレーション：中島美弥
- 技術協力（六本木中継）：東通
- 制作協力：BMC
- 製作著作：TBS
- 主催：社団法人 日本作曲家協会、日本レコード大賞制定委員会、日本レコード大賞実行委員会